# Шарль Ксав'є Тома де Кольмар
Шарль Ксав'є Тома де Кольмар (фр. Charles Xavier Thomas de Colmar, 1785, Кольмар, Ельзас — 1870, Париж) — французький підприємець, автор першого комерційного арифмометра.

## Винахід арифмометра
У 1820 році Тома створив арифмометр, заснований на принципі калькулятора Лейбніца, здатний обраховувати множення та ділення. За своїми можливостями арифмометр перевершував усі відомі на той час машини, оскільки міг оперувати тридцятизначними числами. Не дивлячись на те, що Тома отримав патент на свій арифмометр того ж року, перші арифмометри з'явилися у продажу лише на початку 1840-х років. Тома де Кольмар не був простим механіком, змушеним виготовляти та продавати арифмометри задля того, щоб заробити цим на життя. Він був військовим чиновником в часи іспанської та португальської кампаній 1809-13 років, до того, як вирішив зайнятися цілковито новим бізнесом, якому присвятив решту свого життя.
Своїм широким розповсюдженням у другій половині 19 століття арифмометр зобов'язаний аж ніяк не прогресу у галузі обчислювальної техніки, а конкуренції на ринку обчислювальної техніки. Сам Тома прикладав величезних зусиль задля популяризації свого дітища. Врешті-решт цей надійний прилад міцно укорінився на конторських столах та успішно продавався протягом наступних 90 років.
У 1844 році Тома представив свій арифмометр на французькій національній виставці промислових товарів. Однак, арифмометр Тома поступився першістю лічильній машині Рота. У 1849 році Тома вирішив знову спробувати щастя. Цього разу він був відзначений срібною медаллю та звітом журі, обсягом на три сторінки. А найвищу нагороду отримав «Аритморель» Мореля та Жейе, обчислювальна машина, властивості якої були оцінені вищою мірою. У 1851 році в Лондоні на Тома очікувало нове розчарування: його арифмометр поступився першістю калькулятору Стаффела.
Після цієї низки невдач Тома ще активніше взявся за рекламування свого арифмометра. У ті роки він інтенсивно переробляв та вдосконалював свій прилад. Тома опублікував опис арифмометра та надіслав його усім коронованим та знатним особам Європи, завдяки чому був удостоєним багатьох нагород у період з 1851 по 1855 роки. Задля Всесвітньої виставки у Парижі 1855 року Тома збудував гігантський двохметровий арифмометр, котрий займав цілий стіл, а обслуговувати його мали відразу дві людини. Однак фортуна знову зрадила його — золоту медаль отримав диференціальний аналізатор шведських інженерів Георга та Едварда Шойтців. За іронією долі на шведську машину очікувало коротке життя — було продано лише два її екземпляри, в той час як арифмометр поступово добивався визнання. З кінця 1870-х, коли випуск арифмометрів значно зріс, за ним закріпилася репутація першого стандарту в обчислювальній техніці. За свій винахід Тома був нагороджений орденом Почесного легіону.